# Gérard Deprez
Gérard M.J. Deprez (ur. 13 sierpnia 1943 w Bastogne) – belgijski i waloński polityk oraz socjolog, poseł do Parlamentu Europejskiego II, III, IV, V, VI i VIII kadencji.

## Życiorys
Kształcił się na Université catholique de Louvain w zakresie filozofii, językoznawstwa i literatury. W 1967 uzyskał dyplom z socjologii, siedem lat później obronił doktorat. Od 1966 do 1974 był nauczycielem akademickim na macierzystej uczelni.
Później zajął się działalnością polityczną w ramach walońskich chadeków (PSC). Krótko był doradcą regionalnego ministra kultury, następnie pełnił funkcję politycznego asystenta przewodniczącego partii. Od 1979 do 1981 był dyrektorem gabinetu wicepremiera Belgii. W latach 1981–1996 stał na czele PSC. W 1995 otrzymał tytuł honorowy ministra stanu. W 1998 założył nowe ugrupowanie pod nazwą Obywatelski Ruch na rzecz Zmian (MCC). Nawiązał współpracę z innymi liberalnymi i centrowymi partiami frankofońskimi, a w 2002 wprowadził swoją formację do federacji Ruch Reformatorski. Na czele MCC stał nieprzerwanie do 2020, kiedy to zastąpiła go Marie-Christine Marghem.
W 1984 Gérard Deprez po raz pierwszy został posłem do Parlamentu Europejskiego. Reelekcję uzyskiwał w 1989, 1994, 1999 i 2004, zasiadając w Europarlamencie nieprzerwanie przez 25 lat. Przez rok przewodniczył Komisji Wolności Obywatelskich, Sprawiedliwości i Spraw Wewnętrznych. W 2010 został senatorem szczebla federalnego (po rezygnacji Louisa Michela z objęcia mandatu). W 2014 został ponownie wybrany do Europarlamentu.